# Coeficientes a determinar
O método dos coeficientes a determinar fornece uma solução particular para uma equação linear não homogênea
{\displaystyle ay''+by'+cy=d(x)}
Se conhecemos a função d=d(x), o objetivo será obter uma solução particular {\displaystyle y_{p}=y_{p}(x)} que possa ser escrita como combinação linear de um conjunto linearmente independente de funções.
O problema fica mais fácil quando esta função d=d(x) tem alguma das formas abaixo.

## Polinômio de graunna variável independente
A solução procurada deverá estar na forma:
{\displaystyle y_{p}(x)=a_{n}x^{n}+a_{n-1}x^{n-1}+...+a_{2}x^{2}+a_{1}x+a_{0}}

## Múltiplo de umafunção exponencial
A solução procurada deverá estar na forma:
{\displaystyle y_{p}(x)=ke^{rx}}

## Combinação lineardas funçõescos(kx)esen(kx)
Solução procurada na forma:
{\displaystyle y_{p}(x)=A\cos(kx)+B\sin(kx)}

## Soma das formas anteriores
A solução deverá estar na forma:
{\displaystyle =y_{p}(x)=y_{1}(x)+y_{2}(x)}
onde {\displaystyle y_{1}=y_{1}(x)} é a solução obtida na primeira forma e {\displaystyle y_{2}=y_{2}(x)} é a solução obtida na segunda forma.

## Produto das formas anteriores
A solução deverá estar na forma:
{\displaystyle =y_{p}(x)=y_{1}(x)y_{2}(x)}
onde {\displaystyle y_{1}=y_{1}(x)} é a solução obtida na primeira forma e {\displaystyle y_{2}=y_{2}(x)} é a solução obtida na segunda forma.
Observação: Se as funções sugeridas já aparecerem na solução geral da equação homogênea associada, então a sugestão para a nova função deverá ser a mesma função sugerida, multiplicada por x.

## Exemplos
Consideremos o operador diferencial linear L com coeficientes constantes e uma equação diferencial linear L(y)=d(x).
| L(y)=d(x)                                     | Forma da solução procurada                      |
| {\displaystyle L(y)=3x^{2}}                   | {\displaystyle y(x)=ax^{2}+bx+c}                |
| {\displaystyle L(y)=7e^{3x}}                  | {\displaystyle ae^{3x}}                         |
| {\displaystyle L(y)=17\cos(3x)}               | {\displaystyle y(x)=a\cos(3x)+b\sin(3x)}        |
| {\displaystyle L(y)=7\sin(2x)}                | {\displaystyle y(x)=a\cos(2x)+b\sin(2x)}        |
| {\displaystyle L(y)=7\sin(2x)+8\cos(2x)}      | {\displaystyle y(x)=a\cos(2x)+b\sin(2x)}        |
| {\displaystyle L(y)=3e^{5x}+(x^{2}+7x+3)}     | {\displaystyle y(x)=de^{5x}+[ax^{2}+bx+c]}      |
| {\displaystyle L(y)=y(x)=3e^{5x}(x^{2}+7x+3)} | {\displaystyle y(x)=e^{5x}[ax^{2}+bx+c]}        |
| {\displaystyle L(y)=3e^{5x}\sin(2x)}          | {\displaystyle y(x)=e^{5x}[a\cos(2x)+b\sin(2x)} |